# Kupat cholim šel ha-Cijonim ha-klalijim

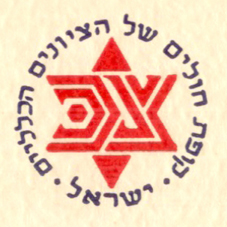
Logo pojišťovny Kupat cholim šel ha-Cijonim ha-klalijim

Kupat cholim šel ha-Cijonim ha-klalijim (hebrejsky קופת חולים של הציונים הכלליים‎, doslova Nemocenská pokladna Všeobecných sionistů) byla zdravotní pojišťovna v mandátní Palestině a Izraeli.

## Dějiny
Vznikla roku 1936 pro potřeby členů napojených na politickou stranu Všeobecní sionisté. Šlo zejména o osoby samostatně výdělečné činné a zaměstnance, převážně žijící ve městech. Později pojišťovna zahrnula do své klientely i příslušníky svobodných povolání. V roce 1974 se sloučila s pojišťovnou Kupat cholim amamit, čímž vznikla nynější třetí největší izraelská pojišťovna Kupat cholim me'uchedet.